# أوسيان (نيويورك)
أوسيان (بالإنجليزية: Ossian, New York)‏ هي بلدة أمريكية تقع في الولايات المتحدة في مقاطعة ليفينغستون، نيويورك. يقدر عدد سكانها بـ 789 نسمة ومساحتها 102.7 كم2 و وترتفع عن سطح البحر 416 متر.